# Orde van de Strijders voor Onafhankelijkheid
De Orde van de Strijders voor Onafhankelijkheid, in het Frans Ordre des Compagnons de l'Indenpendence geheten werd op 14 september 1958 ingesteld. De republiek Guinee maakte zich onafhankelijk van Frankrijk en eerde met deze ridderorde diegenen, Guinees of vreemdeling, die zich voor onafhankelijkheid hadden ingezet.
Het kleinood, een gouden ster vijfpuntige met een afbeelding van een draak, heel toepasselijk met een bordje waarop "COLONIALISME" staat om de hals, wordt aan een lint in de kleuren groen-geel-rood op de linkerborst gedragen. 
Op de keerzijde staat een olifant afgebeeld met de tekst "COMPAGNON DE L'INDENPENDENCE".
De nieuwe koers van Guinee blijkt uit het feit dat de ster in het destijds communistische Praag werd gemaakt en niet in Parijs.
De orde werd aan William Tubman, Kwame N'Kkrumah en maarschalk Tito verleend. 